# Vadul Turcului
Vadul Turcului (in russo Вадул-Туркулуй)  è un comune della Moldavia controllato dalla autoproclamata repubblica di Transnistria. È compreso nel distretto di Rîbnița.

## Località
Il comune è formato dall'insieme delle seguenti località:
- Vadul Turcului (Вадул-Туркулуй)
- Molochișul Mic (Малый Молокиш)